# Brezniški potok (Dobrunjščica)
Brezniški potok je pritok potoka Dobrunjščica, ki teče skozi naselje Sostro pri Ljubljani in se izliva v Ljubljanico.